# 반민족행위특별조사위원회
반민족행위특별조사위원회(反民族行爲特別調査委員會), 약칭 반민특위(反民特委)는 일제강점기에 일본 제국과 적극적으로 협조한 자를 조사하기 위하여 제헌국회에서 설치한 특별위원회이다. 1948년 9월 7일 제헌국회에서는 국권강탈에 적극 협력한 자, 일제치하의 독립운동가나 그 가족을 악의로 살상·박해한 자 등을 처벌하는 목적으로 반민족행위처벌법을 통과시켰다.
반민특위는 그 산하에 배치되어 있는 특별경찰대를 활용하여 일제시대의 친일 기업가였던 박흥식, 일본군 입대 선전에 참여한 최남선·이광수 등을 검거하여 재판에 회부하는 등 친일파들을 색출하였다. 그러나 해방 후 친일파를 대거 기용한 이승만 정부의 반대로 활동이 지지부진하였고 1949년 6월 6일 특별경찰대가 강제 해산당하면서 사실상 기능을 상실하였다. 곧 국회 중도파가 특위기간을 단축하였고 동년 10월에 완전히 해체되었다.

## 주요 조사 및 처벌 대상
구한말 1905년 을사늑약 시행기 및 통감부 시절과 1910년에서부터 1945년까지 일제강점기 당시 일본 제국에 협력하였거나, 일본국 정부 및 조선총독부로부터 지원금이나 사례금 등을 수령한 자 그리고 조선의 독립을 위해 힘써왔던 애국자 및 독립운동가들과 그 가족과 지인들을 살해하거나 위협하거나 방해를 했던, 친일파 조선인들을 대상으로, 조사 및 처벌 대상을 목표로 하였다.
- 일본국 정부 및 조선총독부에 적극 협력하여 친일 행위에 동참했던 자
- 일제 경찰과 군부대 및 헌병대 등에서 첩자 및 밀정 등으로 활동했던 자
- 위안부 및 학도병 등의 강제 징집 및 징용을 권유하였거나 이를 찬양하였던 자
- 일제 주재소(지서)나 관소 등에서 총독부의 훈령을 수행하며 근무했던 자
- 조선의 애국자, 독립운동가, 독립군 및 그 가족과 지인들을 살해 및 위협했거나 미수에 그친 자
- 반일(反日) 및 항일(抗日)에 동참했던 조선인들을 위협하거나 살해를 하거나 미수에 그친 자
- 독립운동가, 애국자들을 체포하여 경찰서, 헌병대 등에 넘겨주었거나 은신처나 본거지를 알려서 체포협력 등에 기여한 자
- 일제 찬양을 주장하는 가곡이나 서문 등을 서술한 자
- 일제 찬양과 관련된 논문이나 문필 활동 등을 한 자
- 늑약 및 국치적인 한일 강제병합의 공로를 인정받아 훈장 및 서훈이 인정되거나 수령한 자
- 친일행위에 가담하여 포상 및 수훈에 기여한 자
- 독립운동가 및 애국자 체포 및 투옥 등에 기여하여 조선총독부로부터 상금 및 사례금 등을 받은 자
- 한글 및 조선사 교육을 방해하였거나 이를 금지하거나 주재소 등에 보고하여 방해를 한 자
- 조선 양민들을 대상으로 일제 찬양을 강요하거나 사상을 퍼뜨렸던 자
- 애국자 및 독립운동가들의 자금을 일군 및 일경 등에 빼돌려서 와해를 하려는 자
- 조선인에게 창씨개명을 강요하였던 자
- 조선의 농산물 및 수산물을 일본인 및 일본 열도 등으로 강제적인 반출(산미증식계획 등)에 적극 참여하거나 기여한 자
- 조선의 고유 문화재를 파괴하거나 일본인 및 일본 열도 등으로 넘겨주었던 자
- 일제의 훈령에 따라 조선인의 고유 재산을 강제로 박탈하거나 압류 등을 했던 자
- 조선인을 차별하거나 하등취급하여서 일본인보다 부당한 대우를 했던 자
- 일본군 신분으로 조선의 부녀자들을 겁탈 및 위해를 가하여 정신적인 고통을 주었던 자
- 조선총독부에서 직위에 몸담았거나 총독의 지령을 수행하였던 자
- 독립운동을 방해하는 수장의 신분으로 이를 명령하였던 자
- 조선인들에게 무고한 고문과 고통을 주었던 자
- 일본 왕과 일본 왕실을 찬양하며 주장을 하였던 자
- 제2차 세계대전 당시 일본군 일원으로 참전하여 조선인과 독립군 출신들을 위협하거나 살해했던 자
- 대한민국 임시정부 요인 및 기여자들을 대상으로 위협 및 살해를 했거나 미수에 그친 자
- 제2차 세계대전 당시 일본군 참전 때 조선인 청년들을 대상으로 일본군 참전을 권장한 자
- 일본 제국의 의회 귀족원이나 중의원으로 활동했던 자
- 일진회 및 동양척식주식회사 등에 몸담으며 조선인들을 정신적, 경제적인 착취와 강요 등을 했던 자
- 을사조약 및 한일신협약 등에 가담하여 이를 따르거나 모의를 했던 자
- 3·1 운동 및 6·10 만세운동 당시 조선인 신분으로서 일경 및 일본군과의 협력하에 참가자들을 학살 및 탄압하거나 진두지휘한 자

## 반민특위의 활동과 와해

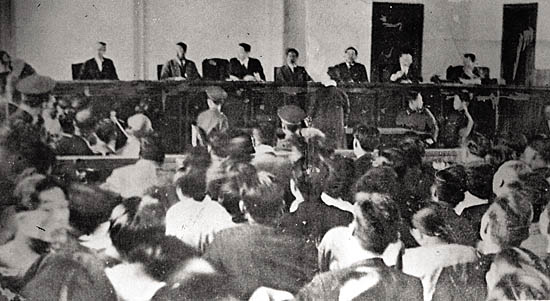
1949년 반민특위 재판 공판 모습.

반민특위 경남조사관 김철호 조사관 임명장 단기 4282년(서기 1949년) 2월 1일자 제4호

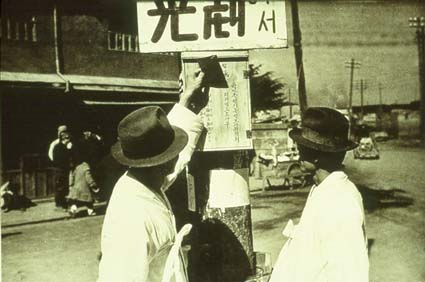
1948년 10월, 반민특위 투서함.

반민특위는 조사를 담당하는 특별조사위원회, 기소 및 송치 업무를 담당하는 특별검찰, 재판을 담당하는 특별재판소 등을 국회에 별도로 설치.
반민특위가 반민족행위자 7천여 명을 파악하고 1949년 1월 8일부터 검거활동을 시작, 취급한 조사건수는 682건(여자 60명 포함)이었다. 이 중에 체포 305건, 미체포 193건, 자수 61건, 영장취소 30건, 검찰송치 559건에 이르렀다. 각 도별 송치건수를 보면 중앙서울 282건, 경기 32건, 황해 26건, 충남 25건, 충북 26건, 전남 27건, 전북 35건, 경남 50건, 경북 34건, 강원 19건 등 모두 559건이다.
8·15광복 직후 신속히 친일파를 척결함으로써 '민족정기'를 회복하는 일이 급선무로서 내세워졌다. 그러나 미군정은 남한에 반공국가를 수립하기 위하여 공산세력에 대항할 세력으로 친일파에 주목하였다. 따라서 친일파의 청산은 반공주의와는 배치되는 것이었다.
곧 미군정은 일제강점기의 통치구조를 부활시키고 친일파를 대거 등용하였다. 이어 등장한 이승만 정권 역시 미군정의 통치구조를 그대로 이어받았고, 친일파는 이승만의 정권장악과 유지에 핵심적 역할을 하였다. 또 이를 위하여 이승만은 반민특위의 활동을 방해하고 무력화시켰다. 이는 친일파 청산을 지지하던 대중의 한국민족주의를 좌절시켰다.

### 특별조사위원회
반민족행위자에 대한 조사를 담당하였고 조사 내용을 특별검찰부로 보내는 역할을 담당하였다. 반민특위는 1948년 10월 23일 각 시·도 출신국회의원들이 추천한 임기 2년의 위원 10명을 선출하고(이 법 제9조, 제10조 참조), 위원장에 경상북도 대표인 김상덕을, 부위원장에 서울 대표 김상돈을 뽑았다.

#### 특별조사위원회 명단
- 위원장: 김상덕(金尙德, 경북)
- 부위원장: 김상돈(金相敦, 서울)
- 조사위원: 김상덕(金尙德, 경북), 김상돈(金相敦, 서울), 조중현(趙重顯, 경기), 박우경(朴愚京, 충북), 김명동(金明東, 충남), 오기열(吳基烈, 전북), 김준연(金俊淵, 전남), 김효석(金孝錫, 경남), 이종순(李鐘淳, 강원), 김경배(金庚培, 제주 및 황해)
- 조사관: 이원용(李元鎔), 서상열(徐相烈), 하만복(河萬濮), 김제용(金濟瑢), 김용희(金容熙), 이병홍(李炳洪), 신형식(申亨植), 정진용(鄭珍容), 오범영(吳範泳), 구연걸(具然杰), 이량범(李亮範), 이봉식(李鳳植), 강명규(姜明圭), 양회영(梁會英)
- 서기: 윤영기(尹榮基), 구인서(具仁書), 서정욱(徐廷煜), 유인상(劉仁相), 박희상(朴喜祥), 최주용(崔周容), 강일선(姜逸鮮), 신영호(辛永鎬), 최정동(崔正東), 윤종득(尹鍾得), 임영환(林永煥), 하신철(河信喆), 양재선(梁在瑄), 박우경(朴愚坰), 정철용(鄭徹溶), 이정재(李丁載)

#### 특별조사위원회 활동
반민족행위자에 대한 조사를 담당하였고 조사 내용을 특별검찰부로 보내는 역할을 담당하였다. 1948년 10월 예비 조사를 시작으로 1949년 1월 5일부터 본격적인 활동을 시작하였고 반민법 2차 개정으로 그해 8월 사실상 업무를 종료하였다.

### 특별검찰부
특별조사위원회에서 넘어온 수사자료를 기초로 기소 여부를 결정하고 특별재판소에 송치하는 업무를 담당하였다. 1949년 1월부터 활동을 시작 하였으나 반민법이 2차개정되어 공소시효가 1년 가까이 단축됨에 따라 1949년 8월로 사실상 업무를 종료하였다.

#### 특별검찰부 명단
- 검찰관장: 권승렬(權承烈)
- 차장: 노일환(盧鎰煥)
- 검찰관: 이의식(李義植), 심상준(沈相駿), 이종성(李宗聖), 곽상훈(郭尙勳), 김웅진(金雄鎭), 서용길(徐容吉), 서성달(徐成達), 신현상(申鉉商)

### 특별재판부
특별재판부는 특별검찰부에서 송치한 사건에 대한 재판을 담당하였다. 1949년 3월 재판부 진용을 구성하여 3월 28일 첫 재판을 시작으로 반민법 2차 개정이후 1949년 8월 31일 사실상 업무를 종료하였다.

#### 특별재판부 명단
부장 1인, 부장 재판관 3인, 재판관 12인
- 재판부장: 김병로(金炳魯)
- 부장 재판관: 신현기(申鉉琦), 서순영(徐淳永), 노진설(盧鎭卨, 대법관 사법행정처장))
- 재판관: 이춘호(李春昊), 김호정(金鎬禎), 정홍거(鄭弘巨), 고평(高平), 김용무(金用茂), 김익영(金鎰泳), 이종호(李鍾昊), 최영환(崔榮煥), 오택관(吳澤寬), 최국현(崔國鉉), 김장열(金長烈), 홍순옥(洪淳玉)

### 중앙사무국부서

#### 중앙사무국부서 명단
- 총무과
  - 과장: 이원용(李元鎔)
  - 서기: 최주용(崔周容), 신문숙(申文淑)
- 제1조사부(정치방면 조사)
  - 부장: 이병홍(李炳洪)
  - 조사관: 하만복(河萬濮), 김제용(金濟瑢), 정진용(鄭珍容), 양회영(梁會英)
  - 서기: 서정욱(徐廷煜), 구인서(具仁書), 양재선(梁在瑄), 하신철(河信喆)
- 제2조사부(산업경제방면 조사)
  - 부장: 구연걸(具然杰)
  - 조사관: 이량범(李亮範), 강명규(姜明圭), 서상열(徐相烈), 이원용(李元鎔)
  - 서기: 윤영기(尹榮基), 정철용(鄭徹溶), 박우경(朴愚坰 ), 유인상(劉仁相), 임영환(林永煥)
- 제3조사부(일반사회방면 조사)
  - 부장: 오범영(吳範泳)
  - 조사관: 이덕근(李德根), 김용희(金容熙), 신형식(申亨植), 이봉식(李鳳植)
  - 서기: 박희상(朴喜祥), 윤종득(尹鍾得), 신영호(辛永鎬), 강일선(姜逸鮮)

#### 특경대 명단
특별조사위원의 수사를 보조하기 위해 설치된 조직으로 확인된 특경대 명단은 이병창(李丙昌), 정태흥(鄭泰興), 김만철(金萬哲), 김려태(金麗泰), 정병헌, 서호범 등이다.
- 특경대장: 오세륜(吳世倫)[7]
- 특경부대장: 이병창(李丙昌)
- 서무계(경리, 문서, 인사, 교양)
- 수사계(조사, 정보)
- 경비계(경비, 보호)

### 반민족행위특별조사위원회 및 정부요인 암살 음모 사건
반민족행위특별조사위원회 및 정부요인 암살 음모 사건은 노덕술 등 친일파들이 반민족행위특별조사위원회를 와해시키기 위해 독립운동가 백민태를 고용해 정부 요인들을 암살 시도하였으나 백민태가 자수해 미수로 그친 사건이다.

### 국회프락치사건
국회프락치사건은 1949년 5월부터 김약수 등 국회의원 13명을 남로당과 접촉하고 공산당에 협조한 혐의로 구속한 사건이다. 이들은 대부분 반민특위에 참여한 진보 계열 인사로서 이들이 체포되면서 반민특위의 지위도 흔들리게 된다.

### 6.3 반공대회
1949년 6월 3일 국민계몽대 주관으로 국회프락치사건으로 체포된 이문원, 이구수, 최태규 의원에 대한 석방동의결의안에 찬성표를 던진 의원 들에 대한 성토대회가 다시 열렸고 3~4백 여명의 군중들이 반민특위 사무실에 몰려와 "반민특위 내 공산당을 숙청하라"는 구호를 외치며 특별조사위원회 정문까지 습격하였다. 특위에서 중부경찰서에 경호 요청을 하였으나 경찰은 별다른 조치를 취하지 않았고 결국 특경대(특위내 사법경찰)가 공포를 쏘며 시위 군중을 해산시켰다. 특위에서는 이 사태에 대해 이승만 대통령과 내무부에 강력히 항의 하고 6월 4일 배후로 지목된 서울시 사찰과장 최운하, 종로경찰서 사찰주임 조응선, 국민계몽회 회장 김정한(金正翰) 등을 반민법 제7조 해당자로 체포하였다.

### 6.6 반민특위(특경대) 습격사건
1949년 6월 4일 친일 경찰 최운하가 체포되자 내무차관 장경근과 치안국장 이호는 특위에 최운하를 석방하지 않을 경우 실력행사를 하겠다는 위협하였다. 특위가 석방을 거부하자 이들은 내무차관 장경근, 치안국장 이호, 시경국장 김태선의 주도로 6월 6일 오전 7시에 중부서장 윤기병의 지휘 하에 반민특위 사무실을 습격하여 특경대장 오세륜 등 특경대원 35명을 폭행 하고 중부서와 기타 경찰서로 분산 감금하였다. 이날 현장에 있던 특별검찰관 곽상훈은 몸수색을 당하고 권승렬 특별검찰부장 은 경찰에게 권총을 압수당하고 반민특위 사무실의 서류와 집기도 탈취 당하였다. 이날 강원도 조사부에서도 특경대원이 춘천경찰서에 의해 무장해제 당했고 6월 8일에는 충북경찰청이 충청북도조사부의 특경대 해산을 요구하였다. 6월 6일 오후에는 서울시경 사찰과 소속 경찰 440명은 반민특위의 간부 교체, 특경대 해산, 그리고 경찰의 신분보장을 요구하며 집단 사표를 제출하고 6월 7일에는 서울시 경찰국 9천여 명이 6월 6일 결의문이 지켜지지 않을 경우는 총사퇴하겠다고 정부를 압박하였다. 이에 이승만은 6월 9일에 경찰에 대한 선처를 약속하고 업무 복귀를 요청하였다.
한편, 사건 발생 직후인 6월 6일 오후 반민특위는 긴급 회의를 갖고 국회에 진상 규명을 제안하였고 국회는 반민특위 원상 복귀와 책임자 처벌을 정부에 요구하였다. 하지만 이승만은 6월 9일 AP 통신사와 가진 기자회견에서 반민특위 습격은 자신이 직접 지시한 한 것이라고 밝히고 6월 11일에는 반민특위 활동으로 민심이 소요되어 부득이하게 특경대를 해산하였다는 담화문을 발표하며 국회의 요구를 거절하였다. 이에 국회는 이승만을 압박하기 위하여 의원내각제로의 개헌을 추진.
6.6사건은 반민특위 특경대에 대한 습격으로 시작되었지만 특경대 뿐만 아니라 특별조사위원과 검찰관의 가택을 수색하고 특별조사위원회의 사무국과 재판부의 특위관련 서류를 압수하는 등 사전 계획에 의해 진행된 것으로 이후 반민특위 활동은 급속도로 위축되었다. 반민법 제정 당시부터 지속되어오던 특위위원들에 대한 협박에다 이승만 정권의 특위 사무실 습격이 벌어지고 법무부 장관에서 돌아온 이인 의원의 주도로 7월 6일, 반민법 공소시효 단축을 골자로 하는 정부개정안(반민법 2차개정안)이 국회를 통과하자 이에 반대하는 김상덕 위원장을 비롯한 특별조사위원 전원과 특별검찰관, 특별재판관 일부가 사임 의사를 밝혔다. 특위활동의 구심적 역할을 하던 특위위원들의 사퇴하고 친일 비호세력을 주축으로 새로운 특위가 구성됨으로써 반민특위의 활동이 부진하게 되었다.
이후 반민특위 법의 개정으로 동년 9월에는 임기 단축, 10월에 해체되었다.

## 관련 방송/다큐멘타리/드라마 자료
- MBC 드라마 <반민특위>(김기팔극본. 신호균연출) 1990년 8월 15일부터 8월 21일까지 방영. 8.15특집 3부작 드라마[20]
- MBC 드라마 <여명의 눈동자> 1991년 10월 7일부터 1992년 2월 6일까지 방영. 극중 장하림은 반민특위에 참여한다.
- MBC 다큐멘터리 <이제는 말할 수 있다: '반민특위-승자와 패자'>(정길화 연출) 2001년 5월 25일 방영: 반민특위 생존자와의 인터뷰를 통해 친일청산의 실패 원인을 조명
- SBS 드라마 <야인시대> 2002년 7월 29일 ~ 2003년 9월 30일까지 방영. 이승만 정부의 방해와 반민족행위특별조사위원회 및 정부요인 암살 음모 사건, 6.6 반민특위(특경대) 습격사건 등 반민특위 해산과정을 사실적으로 다루었다.
- MBC 드라마 <영웅시대>
- KBS 인물현대사 <미완의 역사, 친일청산 - 반민특위 김상덕> 2004년 11월 12일(금) 방송
- 극단 미학 연극 <반민특위-원제 '서울의 안개'>(노경식극본. 정일성연출) 2005년 9월 6일부터 9월 11일까지 동덕여대 공연예술센터 대극장에서 공연. 반민특위의 활동 및 실패 과정을 드라마로 연극화하였다.[21]
- 반민특위습격사건, 친일청산이 좌절되다역덕이슈 오늘

## 같이 보기
- 대한민국 친일반민족행위진상규명위원회
- 반민족행위처벌법
- 반민족행위특별조사위원회 및 정부요인 암살음모사건

## 참고 자료
- 강준만, 《한국현대사산책》〈1940년대편 2권〉(인물과사상사, 2004) 155~160쪽.
- 민족정기의 심판
- 반민자죄상기
- 허종, 《반민특위의 조직과 활동-친일파 청산, 그 좌절의 역사 - 현대사총서 3》 선인, 2003-06-25 , ISBN 978-89-89205-51-7
- 이강수, 《반민특위연구》 나남출판, 2003 ISBN 978-89-300-3996-3
- 정운현, 《증언 반민특위-잃어버린 기억의 보고서》 삼인, 1999 ISBN 978-89-87519-25-8반민특위에 직간접으로 관여했던 주요 인사 7인이 말하는 최초의 반민특위 관련 증언집
- 정운현, 《풀어서 본 반민특위 재판 기록》(총4권) 선인문화사, 2009 ISBN 978-89-5933-170-3 1993년 도서출판 다락방에서 출간된 "반민특위 재판기록" 영인본 17권 중 주요 재판기록을 한글로 쉽게 풀어 쓴 책
- 오익환, 《해방전후사의 인식1권 중에서 2.반민특위의 활동과 와해》 한길사, 2004-05-20 ISBN 978-89-356-5542-7반민특위에 대한 이승만과 친일 세력의 방해를 기술